# NORC
NORC – nieistniejąca strona internetowa umożliwiająca oglądanie zdjęć street view, wprowadzona w 2009 roku dla Europy Środkowo-Wschodniej. Witryna udostępniała wirtualne panoramy 360° z różnych miast i lokalizacji w Austrii, Czechach, Węgrzech, Polsce, Rumunii, Rosji i Słowacji, jednak w styczniu 2011 r. zaprzestano świadczenia usługi Street View dla Rosji. Jej właścicielem była firma programistyczna eXtreme Soft Group z siedzibą w Bukareszcie w Rumunii.
Serwis Norc został zamknięty na początku listopada 2013 r.

## Obszary te obejmowały
| Kraj     | Miasta i gminy | Strona       | Przypisy                                                |
| -------- | --- | ------------ | ------------------------------------------------------- |
| Austria  | Wiedeń, Innsbruck, Bregenz, Dornbirn, Bludenz, Axams, Absam, Ampass, Mieders, Fulpmes, Völs, Götzens, Natters, Mutters, Aldrans, Baumkirchen, Fritzens, VoldersMils, Hall in Tirol, Absam, Rum, Wattens, Telfes im Stubai, Neustift im Stubaital, Seefeld in Tirol, Reith bei Seefeld, Leutasch, Scharnitz, Arzl im Pitztal, Jerzens, Längenfeld, Mieming, Mötz, Obsteig, Oetz, Roppen, St. Leonhard im Pitztal, Sautens, Sölden, Umhausen, Faggen, Wenns, Fließ, Flirsch, Galtür, Grins, Ischgl, Kappl, Kaunerberg, Kaunertal, Kauns, Pettneu am Arlberg, Pfunds, Pians, Prutz, Ried im Oberinntal Tobadill, Bartholomäberg, Tösens, Schruns, Sankt Anton am Arlberg, See, Strengen, Blons, Bludesch, Brand, Bürs, Bürserberg, Dalaas, Fontanella, Gaschurn, Innerbraz, Klösterle, Lech, Lorüns, Ludesch, Nüziders, Raggal, Thüringen, St. Anton im Montafon, Silbertal, Stallehr, Sankt, Sonntag, St. Gerold, Thüringerberg, Tschagguns, Vandans, Zürs, Hohenems, Lustenau, Götzis, Altach, Bildstein, Schwarzach, Kennelbach, Hard, Lauterach, Wolfurt, Pill, Weer, Strass im Zillertal, Aschau im Zillertal, Wiesing, Eben am Achensee, Bruck am Ziller, Ried im Zillertal, Hart im Zillertal, Stumm, Fügen, Fügenberg, Uderns, Ramsau im Zillertal, Mayrhofen, Finkenberg, Schwendau. | www.norc.at  | [ 3 ] [ 4 ] [ 5 ] [ 6 ] [ 7 ] [ 8 ] [ 9 ] [ 10 ] [ 11 ] |
| Czechy   | Praga, Brno, Pilzno, Ołomuniec, Ostrawa | www.norc.cz  | [ 12 ] [ 13 ]                                           |
| Polska   | Warszawa, Kraków, Poznań, Wrocław, Katowice | www.norc.pl  | [ 14 ] [ 15 ]                                           |
| Rosja    | Moskwa (do stycznia 2011) | www.mappi.ru | [ 16 ]                                                  |
| Rumunia  | Bukareszt, Arad, Azuga, Bacău, Baia Mare, Braiła, Braszów, Breaza, Bușteni, Buzău, Câmpina, Călărași, Kluż-Napoka, Konstanca, Oradea, Pitești, Ploiești, Poiana Brașov, Predeal, Râmnicu Vâlcea, Rymnik, Satu Mare, Sfântu Gheorghe, Sybin, Sighișoara, Sinaia, Suczawa, Târgoviște, 2 Mai, Jowisz, Mamaja, Năvodari, Vama Veche, Venus | www.norc.ro  | [ 17 ] [ 18 ] [ 19 ]                                    |
| Słowacja | Bratysława, Bańska Bystrzyca, Koszyce, Nitra, Trnava, Żylina | www.norc.sk  | [ 20 ]                                                  |
| Węgry    | Budapeszt, Debreczyn, Miszkolc, Segedyn, Győr, okolice Balatonu, Szentendre, Hajdúszoboszló | www.norc.hu  | [ 21 ] [ 22 ] [ 23 ] [ 24 ]                             |